# Kerámia kisülőcsöves fémhalogénlámpa

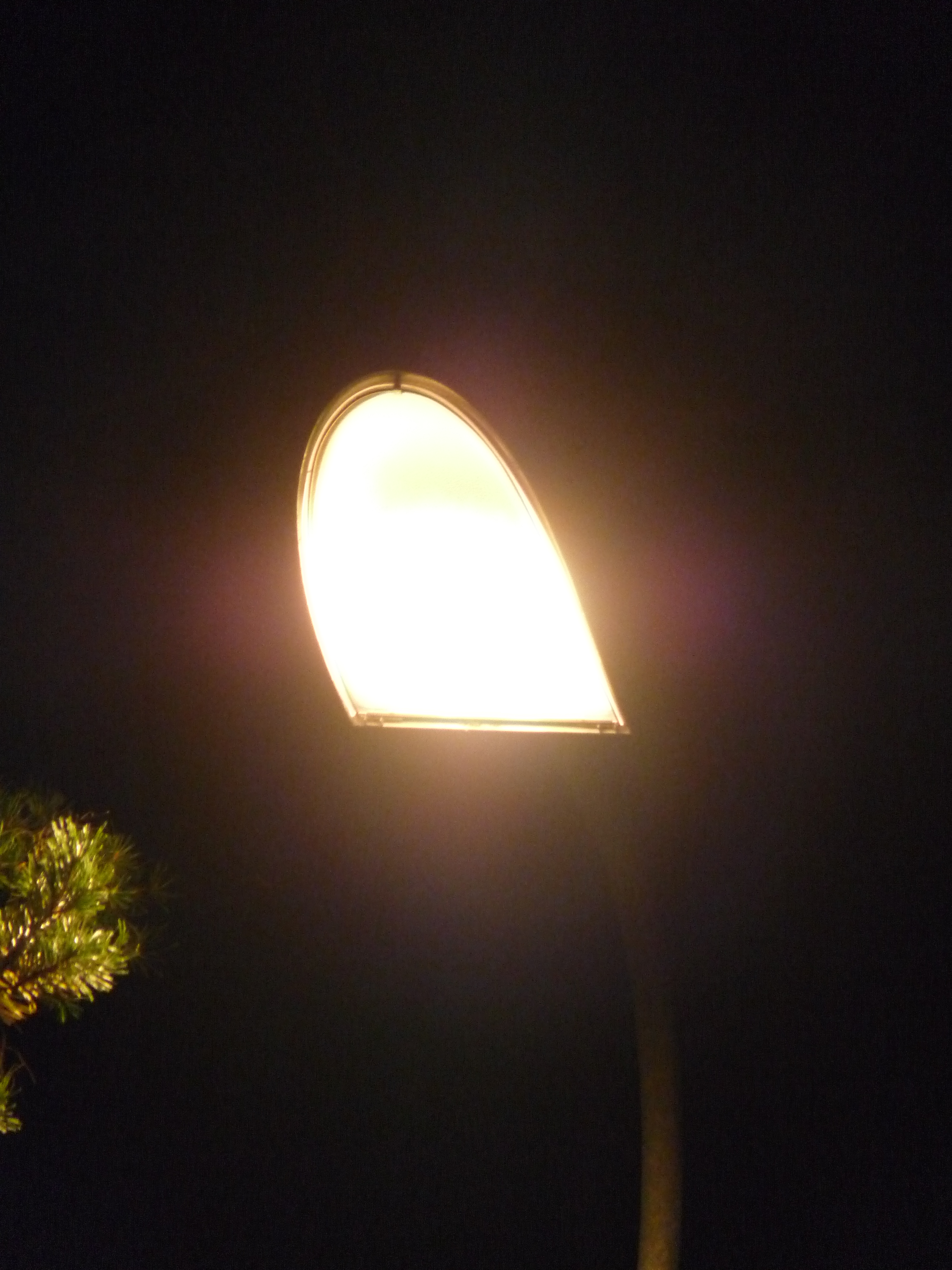
közvilágítás

A kerámia kisülőcsöves fémhalogén (CMH= Ceramic Metal Halid) lámpák felhasználása széles körű. Reprezentatív, jó színvisszaadást igénylő belső terekben, valamint külső téren, sétányok, parkok, dekoratív városrészek világításában egyre nagyobb szerepet kap.

## Története
A fémhalogénlámpák területén az utóbbi évtizedben a legjelentősebb fejlesztés a kerámia kisülőcső megjelenése volt. A kvarc kisülőcsöves fémhalogénlámpákat – minden jó tulajdonságuk mellett –bizonyos fokú színi instabilitás jellemez, amely részben az egyes lámpák közti szórásban, részben az adott lámpa időbeli színtartásában jelentkezik.
A színi tulajdonságok alapvetően a hőmérsékleti viszonyoktól függnek, a hőmérsékleti stabilitás pedig nagymértékben a kisülőcsövön múlik; annak pontos geometriáján, a felvitt hővisszaverő réteg egyenletességén. Sem a kvarc megmunkálási, sem a bevonási technológia nem teszi lehetővé, hogy a fenti szempontok maradék nélkül érvényesüljenek. A nátriumkomponens az élettartam során a kvarccsövön keresztül fokozatosan kivándorol – változtatva ezzel a kisülésben részt vevő komponensek arányát, amely logikusan az emittált fény színének a változásáshoz vezet.
Az alumínium-oxid kerámiának kisülőcsőként való alkalmazása a nagynyomású nátriumlámpában már több évtizede folyik. Kézenfekvő gondolat volt a sok tekintetben előnyösebb tulajdonságú kerámiát a fémhalogénlámpa gyártásban is hasznosítani.
 A kerámia előnyei a kvarccal szemben

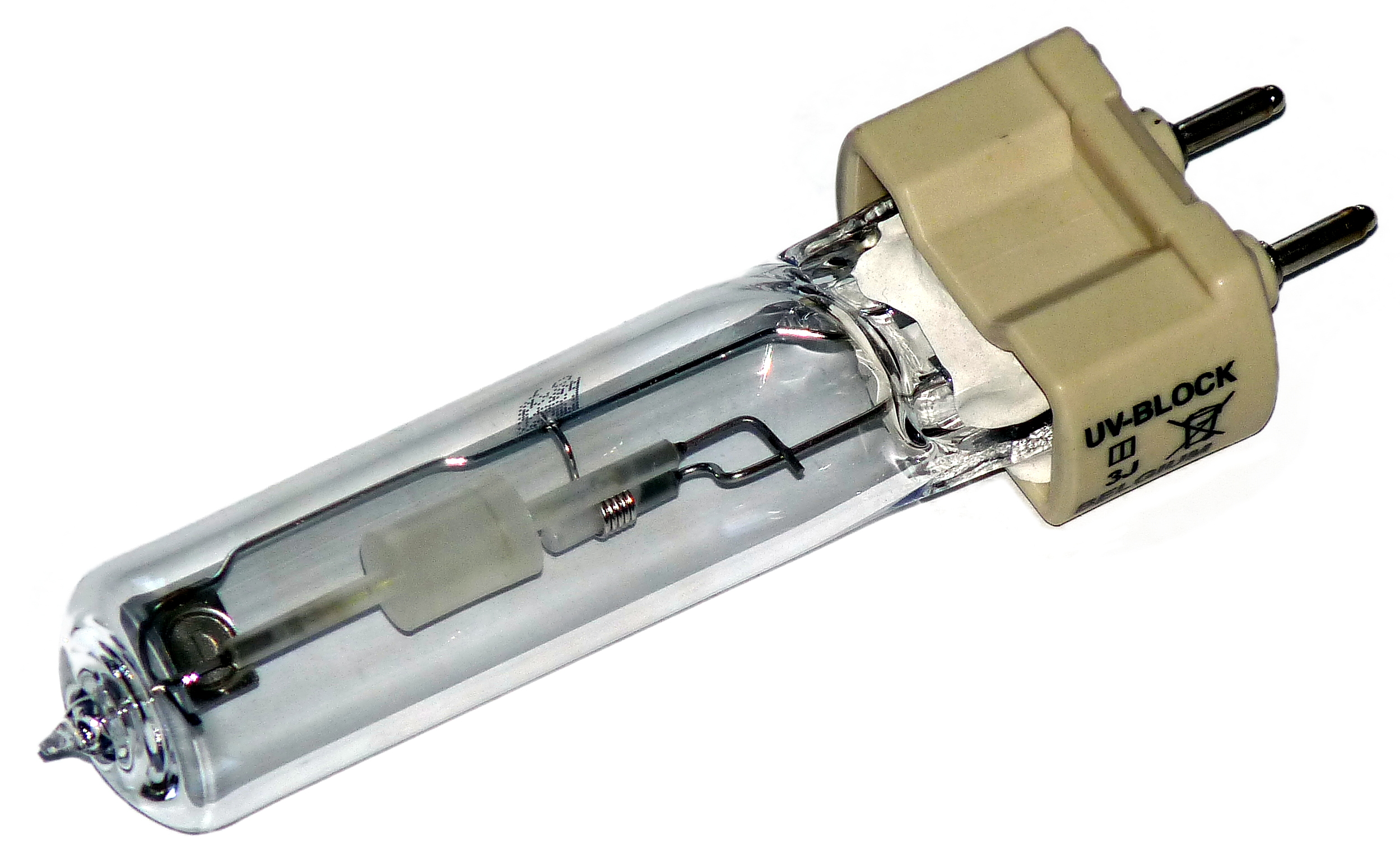
G12 villanykörte

- nagyobb hőállóság és szerkezeti stabilitás, amely nagyobb üzemi hőmérsékletet tesz lehetővé és nagyobb fényhasznosítást eredményez.

- nagyobb geometriai pontossággal készíthetők a kerámiacsövek, ezért kisebb az egyes lámpák közötti elektromos-, és színparaméter szórás.

- kisebb mértékű nátriumdiffúzió a csőfalon keresztül, ami nemcsak a szín, hanem a működési feszültség stabilitását is előnyösen befolyásolja.

- rövidebb kisülőcsövű, kisebb teljesítményű fémhalogénlámpa is készíthető.

A kerámia kisülőcső speciális lezárási technológiát tesz szükségessé. A kisülőcsövet két lyukas és viszonylag vastag kerámiadugó zárja le, ezekbe illeszkedik egy-egy kerámia bevezető cső, amelyek a niobiumból készült árambevezető huzalt tartalmazzák. A niobium hőkitágulása áll közel a kerámiáéhoz.
A bevezető csövekben, ahol kismértékű a forró fémgőzök korrodeáló hatása, a fémes kapcsolat a niobium és a volfrám-elektród között egy molibdénspirálon keresztül valósul meg. A legújabban kifejlesztett technológia lehetővé teszi, hogy a kisülő-cső kevesebb darabból készüljön, és a paraméterek szórása még kisebb mértékű legyen.
A kerámiacsöves fémhalogénlámpák is készülhetnek egyvégén és kétvégén fejelt kivitelben, a külső búra lehet világos, diffúz, vagy tükrözött. (PAR 20, PAR30).
| Egységteljesítmény | Fényhasznosítás | Színvisszaadás | Korrelált színhőmérséklet | Élettartam      |
| ------------------ | --------------- | -------------- | ------------------------- | --------------- |
| 20-400 W           | 85-105 lm/W     | 1a-1b osztály  | 3000-4200 K               | 10000-15000 óra |